# Schwarzacher Hof

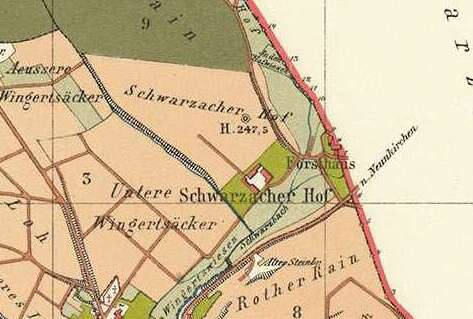
Schwarzacher Hof (1886)

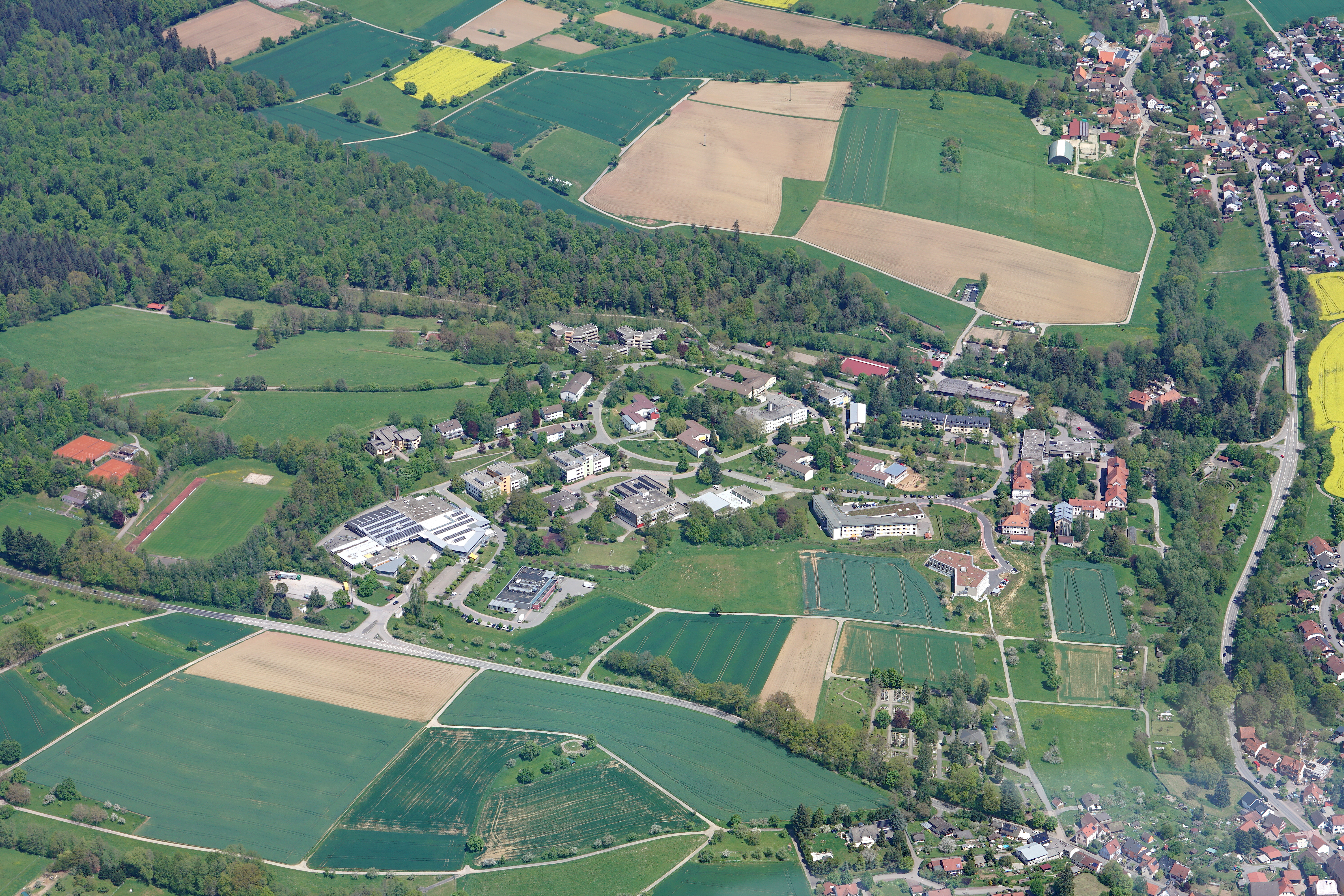
Der Schwarzacher Hof im Luftbild (2021)

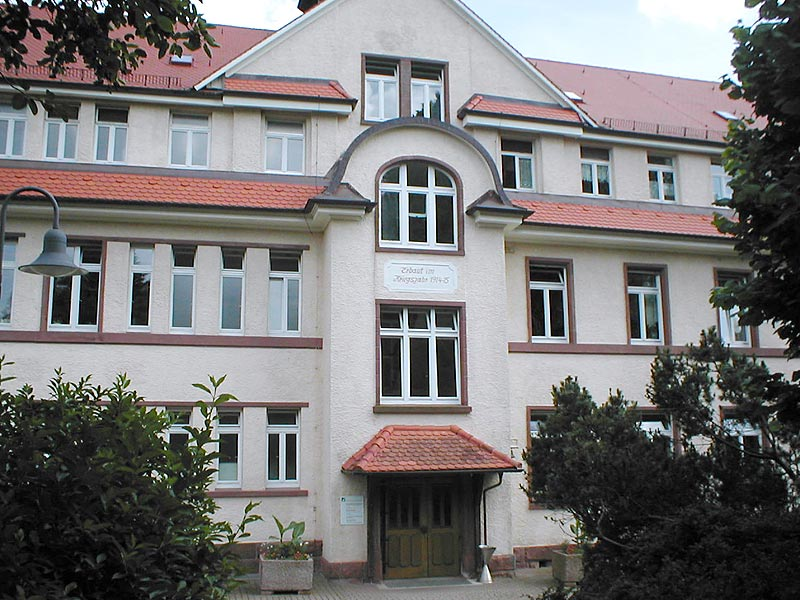
Ein Gebäude von 1914/15

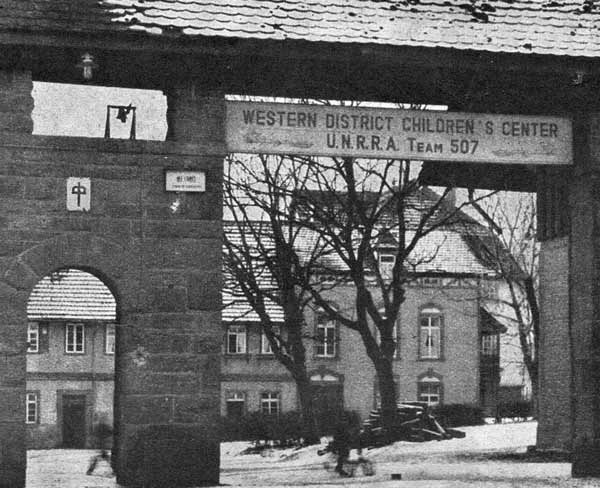
Eingangsbereich des Internationalen Kinderzentrums Aglasterhausen

Der Schwarzacher Hof ist ein Wohnplatz im Nordwesten von Baden-Württemberg. Er liegt auf dem Gebiet der Gemeinde Schwarzach im Neckar-Odenwald-Kreis.

## Geographie
Der Schwarzacher Hof liegt im Kleinen Odenwald am rechten Ufer des Schwarzbaches.

## Geschichte
Den Ursprung bildet ein Hofgut, das im Besitz eines Stiftes lag. Seine Entwicklung zur Unterbringung von körperlich oder geistig behinderten Menschen setzte um 1914 ein. 167 der Heimbewohner wurden während des Dritten Reiches 1940 im Zuge der „Euthanasie“-Tötungsaktion T4 nach Grafeneck deportiert und umgebracht.
Zwischen Oktober 1945 und Ende 1948 befand sich im Schwarzacher Hof das Internationale Kinderzentrum Aglasterhausen, das dem UNRRA unterstand. In diesem DP-Lager waren Kinder untergebracht, die infolge des Zweiten Weltkrieges oder des Holocausts zu Waisen geworden waren.

## Gemeinde
Der Schwarzacher Hof hatte zu Unterschwarzach gezählt. Mit diesem ging er in 1972 in der Gemeinde Schwarzach auf.

## Verkehr
Am Rande des Schwarzacher Hofes verlaufen zwei Landesstraßen. Diese sind die L 590 im Westen sowie die L 633 im Südosten.

## Religiöses
Der Schwarzacher Hof gehört der Johannes-Diakonie Mosbach.